# Губрій Олексій Антонович
Губрі́й Олексі́й Анто́нович (нар. 12 лютого 1907 — пом. 10 травня 1971) — радянський військово-морський льотчик, учасник Радянсько-фінської війни та Німецько-радянської війни, Герой Радянського Союзу (1940).

## Біографія
Олексій Губрій народився 12 лютого 1907 а в Одесі у робітничій сім'ї. Закінчив середню школу, працював мотористом.
В 1928 році був призваний на службу в Червоний Флот. В 1932 році він закінчив військово-теоретичну школу льотчиків у Ленінграді, в 1935 році - Єйську школу морських льотчиків, після чого залишився в ній викладати. З 1938 року Губрій командував ланкою ескадрильї гідролітаків.
Брав участь у радянсько-фінській війні, в ході якої відзначився. У званні капітана був помічником командира 18-ї авіаційної ескадрильї військово-повітряних сил Балтійського флоту, літав на літаку «МБР-2».
За час своєї участі в бойових діях Губрій здійснив 22 бойових вильотів. У грудні 1939 а Губрій потрапив в туман, але, попри те, що літак обмерз, зумів вивести його. 2 лютого 1940 року вилетів в район падіння радянського бомбардувальника і, надавши допомогу екіпажу, на своєму літаку вивіз його на аеродром в Оранієнбаумі.
Указом Президії Верховної Ради СРСР від 21 квітня 1940 капітан Олексій Губрій був отримав звання Героя Радянського Союзу з врученням ордену Леніна та медалі «Золота Зірка» за номером 365.
За час Німецько-радянської війни Олексій Антонович пройшов шлях від командира ескадрильї до заступника командира і командира авіаційного полку та командира 11-ї штурмової авіаційної дивізії Військово-Повітряних Сил Чорноморського флоту.
Після закінчення війни Губрій продовжував службу у ВПС та ВМФ, викладав в авіаційних навчальних закладах.
З 1954 року в званні полковника був звільнений у запас. Проживав у селищі Ватутінкі Ленінського району Московської області. Помер 10 квітня 1971 року, похований на Пенягінском кладовищі Красногорська.

## Звання та нагороди
21 травня 1940 року О. А. Губрію присвоєно звання Героя Радянського Союзу.
Також був нагороджений:
- 2-ма орденами Леніна
- 3-ма орденами Червоного Прапора
- орденом Суворова 2-го ступеня
- 2-ма орденами Червоної Зірки
- медалями

## Вшанування пам'яті
Погруддя О.А. Губрія встановлені на площі Героїв у Чкаловську та на алеї Героїв у Сімферополі.